# Czipott György (lelkész)
Czipott György szlovénül Juri Cipot, vendül Djürji Cipott (Csernelóc, 1793. április 6. v. 1794. április 1. – Őrihodos, 1834. november 9.) magyarországi szlovén evangélikus lelkész és író. Apja volt Czipott Rudolfnak, aki szintén lelkészi-irodalmi hivatást választott.

## Élete
A mai Kisszombatban született (Černelavci), Muraszombat mellett északnyugatra (más források szerint nem itt, hanem Pucinczon jött világra 1794-ben). Szüleivel Czipott Miklóssal és Pekits Flórával viszonylag rövid ideig éltek itt és átköltöztek Vaspolonyra (ma Polana).

Sopronban az evangélikus líceumban folytatta tanulmányait, többek között teológiát. Felszentelése után először Körmenden, majd a horvátországi Légrádon volt káplán.
1821-től vezette az őrihodosi (hodoši) evangélikus gyülekezetet, ahol 1823-ban híveivel templomot épített. Ő volt ugyanakkor az egyházközség tanítója is egyben. 1829-ben adta ki Szombathelyen imakönyvét a Dühovni áldovi-t (Lelki áldások), melyet azóta is használnak néhány kibővítéssel.

Mindig is szívén viselte a szlovén nemzet sorsát, ezért is prédikált nagy buzgalommal, hogy az emberekben nemzeti érzületüket is erősítse.
Korán, alig negyvenévesen halt meg. Halála előtt Felsőlendván részt vett egy Krajczár nevű büdinci lakos lefejezésénél, akit apja meggyilkolása miatt ítéltek halálra. A kivégzés látványa súlyosan megviselte Czipottot, aki ettől ágynak esett rövidesen meghalt. Özvegye és három fia, köztük Rudolf Sopronba települtek. Czipott utódja Kardos János lett, aki a 19. századi magyarországi szlovén irodalom egyik legjelentősebb alakja.

## Halála
Czipottot 1834-ben Felsőlendvára hívták egy elítélthez. Egy Krajczár nevű büdinci embert a várban fejeztek le, amiért megölte az apját. Mivel az elítélt evangélikus vallású volt, ezért egyházközsége lelkészét rendelték ki, aki lelki üdvéért imádkozott. Czipottot a kivégzés és Krajczár későbbi temetése is annyira megviselte lelkileg, hogy abba belebetegedett és rövidesen meghalt.

## Műve
- Dühovni áldovi ali molitvene knige Krszcsenikom na szrdcza i düse opravo i obeszeljávanye vu tuzni 'zitka vöraj. Szpravlene po Czípott Gyürji Evangelicsánszke Hodoske Fare Dühovniki. V. Sombathéli z Perger Ferentza píszkmi 1829.